# اوری، موربیان
آوری (به فرانسوی: Auray) یک کمون در فرانسه است که در دپارتمان موربیان واقع شده‌است. آوری ۶٫۹۱ کیلومتر مربع مساحت و ۱۳٬۷۴۶ نفر جمعیت دارد و ۳۷ متر بالاتر از سطح دریا واقع شده‌است.

## خواهرخوانده
شهرهای اوتینگ، Ussel و کسلبار خواهرخوانده‌های اوری، موربیان هستند.